# Amedeo Letizia
Amedeo Letizia (Casal di Principe, 20 dicembre 1966) è un attore e produttore cinematografico italiano.

## Biografia
Ha iniziato la sua carriera nello spettacolo nel 1990 prima tra i protagonisti della serie Rai I ragazzi del muretto nel ruolo di Gigi partecipando a tutte le tre serie andate in onda. Successivamente ottiene un ruolo nel film Atto di dolore di Pasquale Squitieri con Claudia Cardinale, nel film Vietato ai minori di Maurizio Ponzi recita con Sabrina Ferilli, Alessandro Haber, Angelo Orlando; è in seguito il protagonista o il co-protagonista di vari spettacoli teatrali (tra cui Amici con Valerio Mastandrea, Rolando Ravello e Flavio Insinna) e film TV come Il caso Redoli su Rai 1. Dal 1998 intraprende anche la carriera di produttore cinematografico prediligendo la realizzazione di film culturali ed in costume.

## Filmografia

### Attore

#### Cinema
- Atto di dolore, regia di Pasquale Squitieri (1990)
- Vietato ai minori, regia di Maurizio Ponzi (1992)

#### Televisione
- I ragazzi del muretto - serie TV, 52 episodi (1991-1996)
- Il caso Redoli, regia di Massimo Martelli - film TV (1996)

### Produttore

#### Cinema
- Amor nello specchio, regia di Salvatore Maira (1999)
- Tobia al caffè, regia di Gianfranco Mingozzi (2000)
- Voci, regia di Franco Giraldi (2000)
- Il consiglio d'Egitto, regia di Emidio Greco (2002)
- L'acqua... il fuoco, regia di Luciano Emmer (2003)
- Il resto di niente, regia di Antonietta De Lillo (2004)
- Forever Blues, regia di Franco Nero (2005)
- Amore e libertà - Masaniello, regia di Angelo Antonucci (2006)
- Nato a Casal di Principe, regia di Bruno Oliviero (2017)
- Nonostante la nebbia, regia di Goran Paskaljević (2019)
- Uomo di fumo, regia di Giovanni Soldati (2023)

#### Televisione
- Una famiglia per caso, regia di Camilla Costanzo - film TV (2003)

## Riconoscimenti
- 2005 - Ciak d'oro
  - Nomination Miglior produttore con Mariella Li Sacchi per Il resto di niente
- 2005 - Taormina Film Fest
  - Premio Franco Cristaldi per il miglior produttore con Mariella Li Sacchi per Il resto di niente
- 2005 - Sannio Film Festival
  - Premio per il miglior produttore per Il resto di niente